# Maratona di Treviso
La Maratona di Treviso è stata una gara podistica con arrivo a Treviso.

## Il percorso

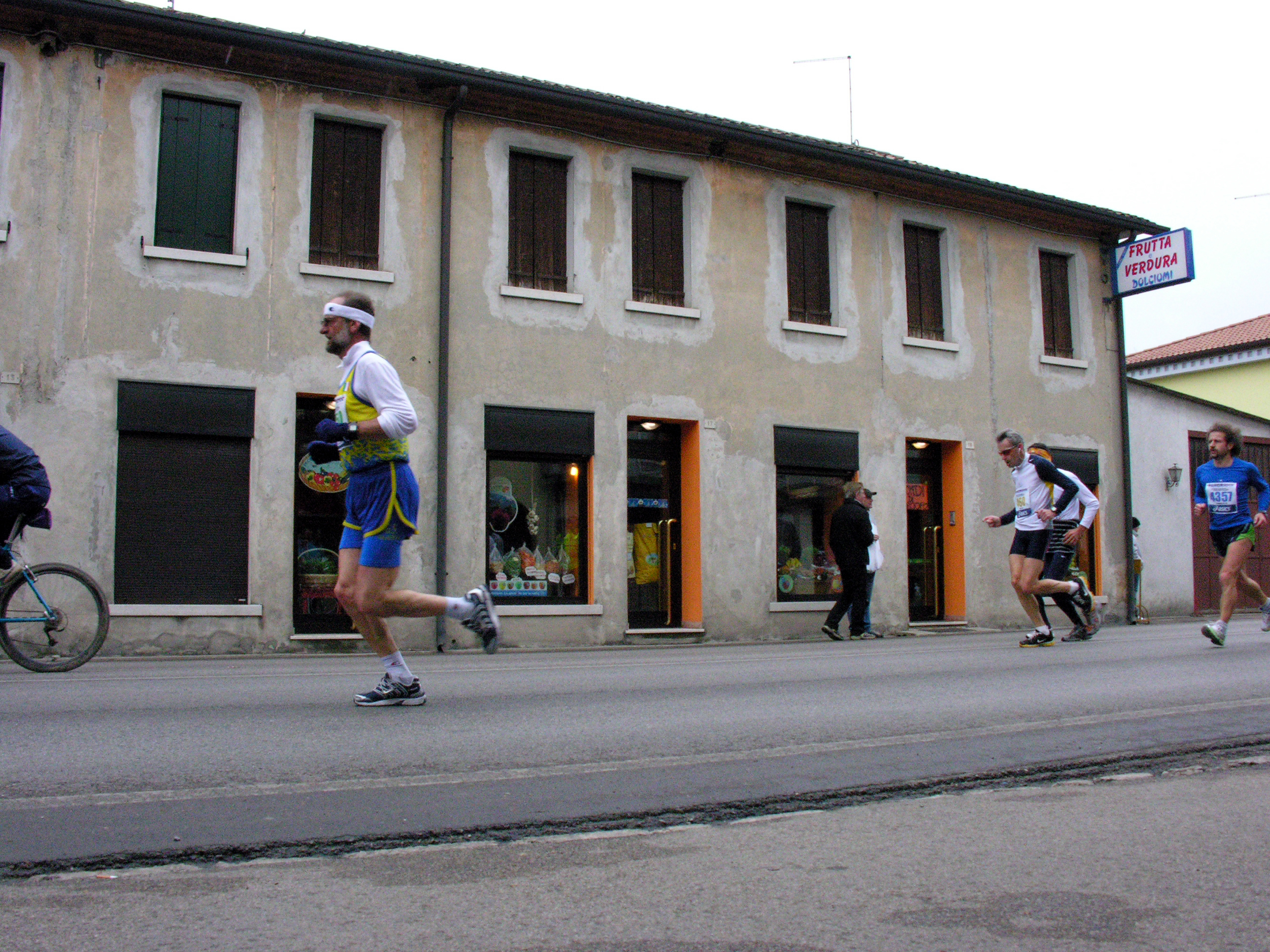
Maratona di Treviso

La prima edizione della maratona si è svolta il 14 marzo 2004, con partenza da Vittorio Veneto e arrivo in centro storico a Treviso.
Dal 2007 la partenza e l'arrivo, sempre da Vittorio Veneto a Treviso, sono sistemati in siti più spaziosi per facilitare l'afflusso dei molti atleti che hanno apprezzato l'organizzazione, il tifo lungo il percorso e il tracciato veloce, privo di asperità e con una lieve pendenza positiva. Il percorso di gara ha ottenuto l'omologazione AIMS/IAAF, massimo riconoscimento in materia. Misuratore, il francese Jean-Marie Grall, che ha certificato anche la maratona olimpica di Atene.
La quinta edizione, svoltasi domenica 30 marzo 2008 in occasione del 90º anniversario della fine della prima guerra mondiale, prevede ben tre partenze: alla tradizionale sede di Vittorio Veneto si aggiungono infatti le partenze da Vidor e da Ponte di Piave. Poi i maratoneti, dotati dall'organizzazione di maglie verdi, bianche e rosse (a seconda dalla località di partenza), dopo aver completato i primi 22 chilometri di gara, si congiungono a Ponte della Priula (Susegana), nelle vicinanze del ponte sul Piave, per creare l'effetto della bandiera tricolore. L'esperienza verrà poi riproposta nel 2013 in occasione della decima edizione.
Dal 2014 la manifestazione cambia radicalmente: la partenza è a Conegliano e il percorso tocca Santa Lucia di Piave, Susegana, Nervesa della Battaglia, Arcade, Povegliano e Villorba.

## Risultati

### Prima edizione
14 marzo 2004
| Posiz. | Gara maschile              | Tempo   | Gara femminile           | Tempo   |
| ------ | -------------------------- | ------- | ------------------------ | ------- |
| 1      | Fabio Rinaldi Italia       | 2:11:48 | Hafida Izem Marocco      | 2:37:58 |
| 2      | Philemon Kipkering Kenya   | 2:12:49 | Maura Viceconte Italia   | 2:40:29 |
| 3      | Vincenzo Modica Italia     | 2:13:02 | Francesca Zanusso Italia | 2:46:28 |
| 4      | Denis Curzi Italia         | 2:13:21 | Tijana Pavicic Croazia   | 2:57:43 |
| 5      | David Kiptum Kipruto Kenya | 2:14:18 | Marta Santamaria Italia  | 2:58:27 |
| 6      | Alberico Di Cecco Italia   | 2:14:26 | Sabrina Roncaglia Italia | 3:05:09 |
| 7      | Rachid Kisri Marocco       | 2:18:07 | Daniela Da Forno Italia  | 3:05:37 |
| 8      | Said Boudalia Marocco      | 2:21:44 | Tiziana Scorzato Italia  | 3:07:16 |
| 9      | Emanuele Zenucchi Italia   | 2:23:08 | Anna Biancuzzi Italia    | 3:07:43 |
| 10     | Giacomo Licen Porro Italia | 2:23:39 | Emanuela Berardi Italia  | 3:10:06 |

### Seconda edizione
6 marzo 2005
| Posiz. | Gara maschile                 | Tempo   | Gara femminile                | Tempo   |
| ------ | ----------------------------- | ------- | ----------------------------- | ------- |
| 1      | Denis Curzi Italia            | 2:11:37 | Zinash Alemu Etiopia          | 2:40:53 |
| 2      | Abebe Tsegaye Halefom Etiopia | 2:12:52 | Hirut Areba Etiopia           | 2:40:59 |
| 3      | Olexandr Kuzin Ucraina        | 2:13:39 | Rosanna Munerotto Italia      | 2:44:30 |
| 4      | Henry Kapkiai Kenya           | 2:14:20 | M. Magdalena Teodorescu (ROM) | 2:44:37 |
| 5      | Rachid Kisri Marocco          | 2:14:26 | Cristina Scomparin Italia     | 2:54:30 |
| 6      | Samwel Njoroge Nganga Kenya   | 2:17:02 | Marta Santamaria Italia       | 2:58:55 |
| 7      | Said Boudalia Marocco         | 2:17:51 | Alessandra Prezzi Italia      | 2:59:14 |
| 8      | Abdelkebir Marchane Marocco   | 2:20:56 | Renata Antoniazzi Italia      | 3:04:08 |
| 9      | Valerio Brignone Italia       | 2:21:16 | Silke Dietrich                | 3:07:46 |
| 10     | Antonello Petrei Italia       | 2:21:38 | Alessandra Corvaia Italia     | 3:08:21 |

### Terza edizione
12 marzo 2006
| Posiz. | Gara maschile                      | Tempo    | Gara femminile                   | Tempo    |
| ------ | ---------------------------------- | -------- | -------------------------------- | -------- |
| 1      | Rachid Kisri Marocco               | 2h10'34" | Deborah Toniolo Italia           | 2h28'31" |
| 2      | Abdelkebir Lamachi Marocco         | 2h11'08" | Giovanna Volpato Italia          | 2h28'59" |
| 3      | David Kiptanui Kenya               | 2h11'13" | Soumiya Labani Marocco           | 2h30'48" |
| 4      | Denis Curzi Italia                 | 2h11'17" | Tafa Woyshinet Girma Etiopia     | 2h35'48" |
| 5      | Benazzouz Slimani Marocco          | 2h13'46" | Maria Magdalena Teodorescu (ROM) | 2h39'54" |
| 6      | Antonello Petrei Italia            | 2h14'31" | Marinella Curreli Italia         | 2h44'00" |
| 7      | Said Redragui Svezia               | 2h14'52" | Lidija Rajcic Croazia            | 2h45'48" |
| 8      | Dominic Kipchumba Ruto Kenya       | 2h15'51" | Faustina Bianco Italia           | 2h47'10" |
| 9      | John Ngeno Kenya                   | 2h19'08" | Marta Santamaria Italia          | 2h55'18" |
| 10     | Dinegde Gebremichael Alemu Etiopia | 2h19'42" | Alessandra Corvaia Italia        | 2h55'18" |

### Quarta edizione
25 marzo 2007
| Posiz. | Gara maschile                     | Tempo    | Gara femminile              | Tempo    |
| ------ | --------------------------------- | -------- | --------------------------- | -------- |
| 1      | Benjamin Lokedikori Pseret Kenya  | 2h10'18" | Shitaye Gemechu Etiopia     | 2h28'03" |
| 2      | David Maiyo Kenya                 | 2h10'19" | Soumyia Labani Marocco      | 2h31'43" |
| 3      | Philip Biwott Kiplagat Kenya      | 2h10'27" | Sisay Measo Etiopia         | 2h35'51" |
| 4      | Asnake Fekadu Etiopia             | 2h10'27" | Ornella Cadamuro Italia     | 2h45'54" |
| 5      | Kennedy Kimeli Kemei Kenya        | 2h14'30" | Alemtsehay Kakissa Etiopia  | 2h47'17" |
| 6      | Antonello Petrei Italia           | 2h15'20" | Lidija Rajcic Croazia       | 2h49'38" |
| 7      | Joachim Nshimirimana Burkina Faso | 2h15'53" | Elena Jaccheri Italia       | 2h51'27" |
| 8      | Pietro Cilento Italia             | 2h16'08" | Francesca Castellani Italia | 2h54'25" |
| 9      | James Cheruiyot Kenya             | 2h16'23" | Alessandra Prezzi Italia    | 2h57'26" |
| 10     | Gabriele De Nard Italia           | 2h19'12" | Carmen Sala Ferrer Spagna   | 2h59'38" |

### Quinta edizione
30 marzo 2008
| Posiz. | Gara maschile               | Tempo    | Gara femminile           | Tempo     |
| ------ | --------------------------- | -------- | ------------------------ | --------- |
| 1      | Denis Curzi Italia          | 2h13'27" | Helena Javornik Slovenia | 2h28'36'’ |
| 2      | Peter Esakete Lomuria Kenya | 2h13'47" | Laura Giordano Italia    | 2h37'36"  |
| 3      | Samson Kosgei Kenya         | 2h15'10" | Sisay Measo Etiopia      | 2h42'26"  |
| 4      | Kenneth Kiptoo Kenya        | 2h15'39" | Monica Carlin Italia     | 2h44'44"  |
| 5      | Joshua Kipchumba Rop Kenya  | 2h16'41" | Marinella Curreli Italia | 2h48'03"  |
| 6      | Said Boudalia               | 2h17'14" | Marina Zanardi Italia    | 2h50'43"  |
| 7      | Clint Verran Stati Uniti    | 2h17'51" | Greta Varchi Italia      | 2h53'55"  |
| 8      | Hermann Achmuller           | 2h19'50" | Ulrike Raich             | 2h54'42"  |
| 9      | Jason Mayeroff Stati Uniti  | 2h23'39" | Sonia Donnini Italia     | 3h01'11"  |
| 10     | Filippo Lo Piccolo Italia   | 2h24'24" | Rosanna Saran Italia     | 3h05'26"  |